# Dołoczczia
Dołoczczia (ukr. Долоччя) – wieś na Ukrainie, w obwodzie chmielnickim, w rejonie szepetowskim, w hromadzie Płużne. W 2001 liczyła 222 mieszkańców, spośród których 219 wskazało jako ojczysty język ukraiński, a 3 rosyjski.